# 바쿠 증권거래소
바쿠 증권거래소(BSE, 아제르바이잔어: Bakı Fond Birjası)는 아제르바이잔 바쿠에 소재한 증권거래소이다. 2000년에 설립되었다.